# 陳金釭
陳金釭（1820年—1863年），即陈金刚，清朝广东三水县（今广东省佛山市三水区乐平镇范湖村）人，是清朝农民政权大洪国的创立者。

## 生平
陳金釭是箍桶匠出身，自幼家境贫寒，十岁始入读村塾，两年后因父丧辍学，先帮富户牧牛，后到范湖墟三兴木铺当学徒，并在“全胜堂”武馆习武，为洪拳弟子。清咸丰四年（1854年），陈金釭和朱子仪、卢伟率领广东天地会在三水范湖圩以“全胜堂”之名起义反清，攻打县城不克，活动在清远一带。咸丰五年（1855年），和北进的何禄会合，进入湖南南部。后来和何禄反目成仇，返回广东北部。咸丰七年（1857年），陈金釭率军攻克广东怀集县城，建立大洪国，自称南兴王，又乘虚攻袭化州、信宜，在信宜境内大败清军，攻占了信宜县城。陈金釭把信宜作为首府，大兴土木筑王宫，选宫娥美女，开科取士，粉饰太平。咸丰十年（1860年），控制广东、广西交界近十个州县，奉太平天国的年号，清军称他为开建髪匪、东安髪匪。同治二年（1863年）四月，清军大力前往围剿，大洪国苦战半年，弹尽粮绝。郑绍忠劝说陈金釭降清，陈金釭不同意，郑绍忠投敌，倒戈相向，杀陈金釭归顺清朝。